# Anatoli Michailowitsch Kaschpirowski

Anatoli Michailowitsch Kaschpirowski, 2016

Anatoli Michailowitsch Kaschpirowski (russisch Анатолий Михайлович Кашпировский; * 11. August 1939 in Proskuriw) ist ein russischer Psychotherapeut, Hypnotiseur und Wunderheiler, der in den Jahren 1989/1990 durch Fernsehauftritte in der ehemaligen UdSSR populär wurde. Von 1993 bis 1995 war er Abgeordneter der Duma für die Fraktion der LDPR.

## Biografie
Kaschpirowski schloss im Jahr 1962 das Studium an der Staatlichen Medizinischen Universität im ukrainischen Winnyzja ab und arbeitete danach 25 Jahre lang als Psychotherapeut in einem psychiatrischen Krankenhaus. 1987 war er Psychotherapeut der Gewichtheber-Nationalmannschaft der Sowjetunion.
1989 wurde Kaschpirowski durch mehrere Auftritte (sogenannte Hypnose-Sessionen) im sowjetischen Fernsehen landesweit bekannt. Als einer der Förderer dieser Auftritte galt der spätere LDPR-Funktionär Alexei Mitrofanow. Während eines dieser Auftritte betäubte Kaschpirowski durch Hypnose zwei Patientinnen, die gerade einer Operation am Unterleib unterzogen wurden. Der erste Fernsehauftritt fand am 9. Oktober 1989 statt.
1993 wurde Kaschpirowski zum Duma-Abgeordneten des Wahlkreises Jaroslawl gewählt. Er gehörte anfangs der LDPR-Fraktion um Schirinowski und Mitrofanow an, trat aber am 1. Juli 1995 aus ihr aus. Im gleichen Jahr zog er in die USA.
2008 gab er der Zeitschrift Sobesednik ein Telefoninterview. Dabei gab er an, dass er mittlerweile in Rente sei.